# 洪美猜
洪美猜（1963年—），中華民國企業家，金門人。1963年生，父母從事勞動工作，1973年家庭從金門遷移至桃園，幼年時辛勤工作，長大後開始進入商界，並逐漸掌握了經營飯店，尤其是汽車旅館的訣竅。曾任桃園市金門同鄉會理事、桃園市飯店協會常務監事。